# San Antonio Cacalotepec
San Antonio Cacalotepec se localiza en el municipio de San Andrés Cholula del estado de Puebla México.

La localidad se encuentra a una altura de 2100 metros sobre el nivel del mar. 

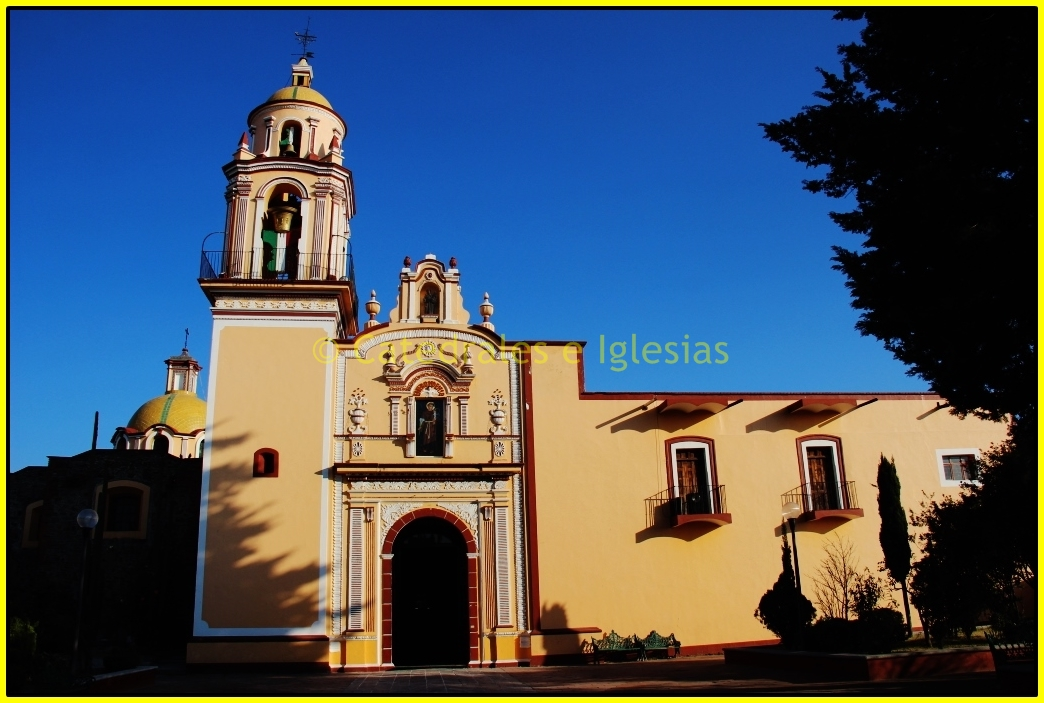
Iglesia

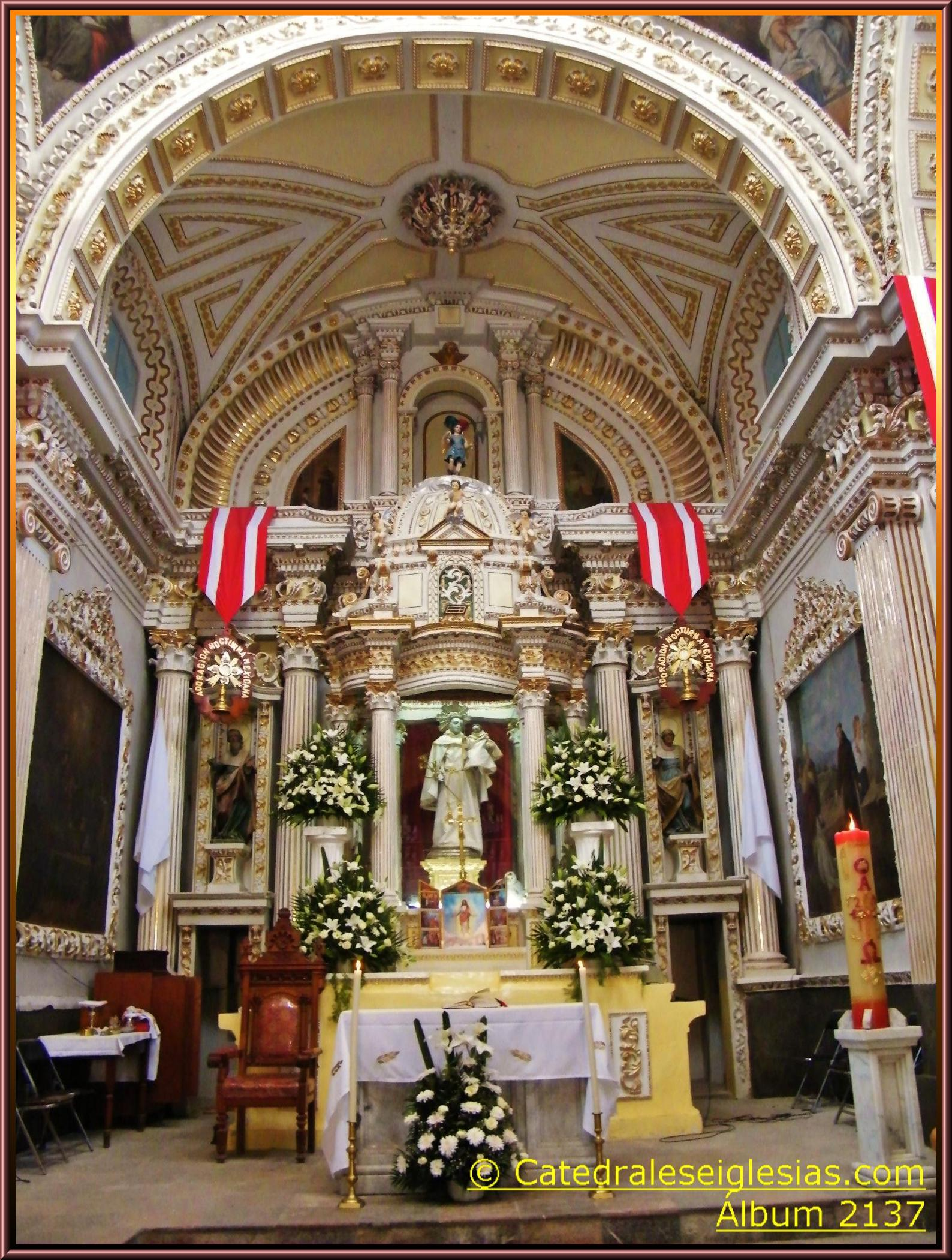
Interior de la iglesia

Es una localidad con clima seco y lluvias en verano, con una distancia aproximada a la cabecera municipal de 5 kilómetros y tiene una población aproximada de 7000 habitantes. La actividad preponderante es la agropecuaria, siendo los principales cultivos el maíz, el frijol y forrajes; además la ganadería, la cría aves de corral y puercos.

## Iglesia
Templo edificado a la memoria de san Antonio de Padua, constituye un patrón de arquitectura de reminiscencias neoclásicas, su entorno lo componen portada de atrio, atrio, y templo.
Su edificación data del siglo XVIII, sufriendo cambios y modificaciones al paso del tiempo.
Su portada, de arco de medio punto flanqueada por dos jambas y rematada por un nicho de medio punto con tres remates de forma de pino.
El atrio de regulares dimensiones con zonas ajardinadas para esparcimiento con áreas comunes para eventos musicales y religiosos.
La iglesia con una arquitectura simple de una torre de dos cuerpos el primero de forma simple, un segundo cuerpo alojando el campanil, y un remate con una bóveda en forma de copulin alojando la linternilla.
La fachada del templo compuesta con dos cuerpos y un remate, una puerta principal de arco de medio punto de forma simple flanqueada con jambas y molduras rematada con una cornisa moldurada, reciben el segundo cuerpo con su ventana coral de forma triangular flanöqueada con jambas y una cornisa moldurada de medio punto, el remate lo flanquean dos jarrones y un nicho con jambas y molduras mostrando en su parte superior tres “copones” minúsculos.
El interior decorado al más estilo neoclásico con molduras y roleos de forma ingenua y simple con sus altares y capillas de diferente manufactura.
El altar principal alojando al santo patrono San Antonio  queriendo ser neoclásico por su forma y volumetría manejado con gran ingenuidad y humildad.

## Tradiciones
Su tradición más destacada es la fiesta patronal de la iglesia de San Antonio, celebrada el 13 de junio en honor a San Antonio de Padua. Este día, los habitantes van a misa, llevan flores y veladoras. En sus hogares preparan mole para celebrar. Uno de los detalles particulares de esta celebración son los chiquihuites y chiquipeztles que son grandes cestas de palma rellenas con frutas, pan y algunas botellas de licor, estas son llevadas a los hogares donde se ha preparado el mole como señal de agradecimiento. En su gastronomía es principalmente el mole poblano, frijol, tamales, tortilla, entre otras cosas.
También en algunos de los barrios de la locadidad se celebra en San Diego el día13 de noviembre. En Santa María el 15 de agosto pero su feria llega a extenderse días antes .
Sin embargo no es todo lo que se realiza en esta festividad, ya que en al lado de la iglesia se pone una feria para continuar celebrando; es aquí donde la mayoría de las personas asiste después de las comidas para disfrutar de un antojito poblano, convivir y divertirse en compañía de los seres queridos y amigos.
Atracciones: El ser una comunidad pequeña no significa que no ofrezca un atractivo especial debido a que cuenta con una auténtica escuela de charrería y algunos de los ranchos presentes realizan corridas y enseñan a cabalgar.